# Julie Leuze

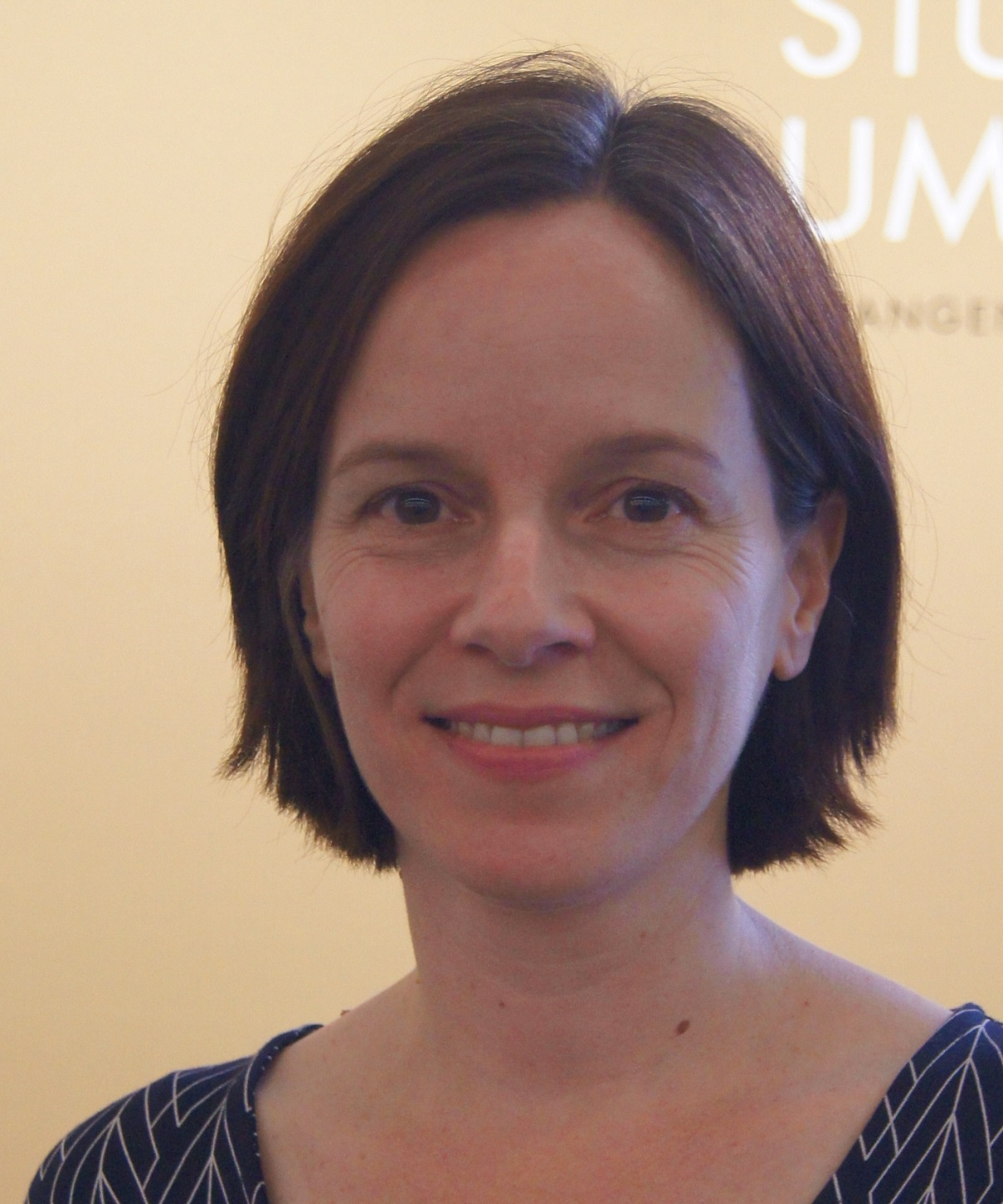
Julie Leuze (2018)

Julie Leuze (* 1974 in Wiesbaden) ist eine deutsche Schriftstellerin.

## Leben
Nachdem Julie Leuze Politikwissenschaften und Neuere Geschichte an der Universität Konstanz und der Eberhard Karls Universität Tübingen studiert hatte, begann sie als Journalistin zu arbeiten. Mit der Kurzgeschichtensammlung Schwäbische Geisterstunde debütierte sie 2009 als Schriftstellerin, bevor sie ein Jahr später mit Gsälz auf unserer Haut ihr Romandebüt gab. Seither hat Julie Leuze zahlreiche Bücher für Erwachsene, Jugendliche und Kinder in namhaften Verlagen veröffentlicht. Daneben arbeitet sie als Schreibbegleiterin. Die Autorin lebt mit ihrer Familie in Stuttgart.
Auszeichnungen
Der Geschmack von Sommerregen  gewann den DeLiA-Literaturpreis 2014. Das Glück an meinen Fingerspitzen stand auf der Shortlist zum Delia-Jugendliteraturpreis 2019. Das Rumpelding, seine kleinen, mutigen Freunde und die große, weite Welt (Hörbuch) wurde 2019 von der Stiftung Lesen / Leipziger Lesekompass prämiert. Hier kommt Kalli Wüstenmucks wurde mit dem Kinderbuchpreis „Paderborner Hase 2025“ ausgezeichnet.

## Werke (Auswahl)
Romane
- Gsälz auf unserer Haut.  (2010, mit Olaf Nägele). Silberburg. ISBN 978-3-87407983-9.
- Killesberg Kiss. (2012). Silberburg. ISBN 978-3-84251183-5.
- Selig am See. (2013). Silberburg. ISBN 978-3-84251241-2.
- Der Duft von Hibiskus. (2013). Goldmann Verlag. ISBN  978-3-44247646-6.
- Der Geschmack von Sommerregen. (2013). INK. ISBN 978-3-86396062-9.
- Der Ruf des Kookaburra. (2013). Goldmann Verlag. ISBN 978-3-44247843-9.
- Sternschnuppenträume. (2014). INK. ISBN 978-3-86396065-0.
- Sturm über Rosefield Hall. (2015). Goldmann Verlag. ISBN 978-3-44248214-6.
- Für einen Sommer und immer. (2016). INK. ISBN 978-3-86396081-0.
- Herzmuschelsommer. (2016). Ravensburger Verlag GmbH. ISBN 978-3-47340101-7.
- Ein Garten voller Sommerkräuter. (2017). Goldmann Verlag. ISBN 978-3-44248475-1.
- Das Glück an meinen Fingerspitzen. (2018). Ravensburger Verlag GmbH. ISBN 978-3-47340166-6.
- Der Duft von Apfeltarte. (2019). Goldmann Verlag. ISBN 978-3-44248915-2.
- Regency Dance – Einladung zum Ball. (2023). dotbooks Verlag. ISBN 978-3-98690951-2.

Sachbücher
- Empfindsam erziehen. (2011). Festland Verlag e.U., ISBN 978-3-95017655-1.
- Die Kunst, einen Welpen zu bändigen. (2020, mit André Henkelmann). Gräfe und Unzer Verlag GmbH. ISBN 978-3-83387455-0.
- Wahres Hundeglück im Doppelpack. (2021, mit André Henkelmann). Gräfe und Unter Verlag GmbH. ISBN 978-3-83387898-5.
- Gestresst? Gelassen! Stressbewältigung (nicht nur) für Hochsensible. (2021). Festland Verlag e.U. ISBN 978-3-90323420-8.

Kinderbücher
- Das Rumpelding, seine kleinen, mutigen Freunde und die große, weite Welt. (2018). Carlsen. ISBN 978-3-55165421-2.
- Der kleine Wolf findet einen Freund. (2023). Loewe. ISBN 978-3-74321420-0.
- Hier kommt Kalli Wüstenmucks. (2023). Loewe. ISBN 978-3-74321169-8.
- Kalli Wüstenmucks: Jetzt wird's wild! (2024). Loewe. ISBN 978-3-74321244-2.
- Kalli Wüstenmucks lebt gefährlich. (2024). Loewe. ISBN 978-3-74321245-9.
- Anderwald: Das Geheimnis der Silberwölfin. (2024). Loewe. ISBN 978-3-74321423-1.
- Anderwald: Auf der Spur des Feuervogels. (2024). Loewe. ISBN 978-3-74321424-8.
- Anderwald: Im Bann des Nebelwesens (2025). Loewe. ISBN 978-3-7432-1425-5